# Coelioxys producta
Coelioxys producta är en biart som beskrevs av Cresson 1865. Coelioxys producta ingår i släktet kägelbin, och familjen buksamlarbin. Inga underarter finns listade i Catalogue of Life.